# Acraea polynesiaca
Acraea polynesiaca är en fjärilsart som beskrevs av Hans Rebel 1911. Acraea polynesiaca ingår i släktet Acraea och familjen praktfjärilar. Inga underarter finns listade i Catalogue of Life.